# Fotbalový areál SKP Slovan
Fotbalový areál SKP Slovan – stadion piłkarski w Moravskej Třebovej, w Czechach. Obiekt może pomieścić 780 widzów. Swoje spotkania rozgrywają na nim piłkarze klubu SKP Slovan Moravská Třebová. Stadion był jedną z aren Mistrzostw Europy U-16 w 1999 roku. Rozegrano na nim dwa spotkania fazy grupowej tego turnieju.